# Вюргер червонолобий
Вюргер червонолобий (Telophorus dohertyi) — вид горобцеподібних птахів родини гладіаторових (Malaconotidae). Мешкає в Східній Африці. Вид був названий на честь американського колекціонера Вільяма Доґерті.

## Опис
Верхня частина тіла зелена, лоб і горло червоні, на грудях широка чорна смуга, живіт жовтий, хвіст чорний. Верхня частина тіла молодих птахів світло-зелена, нижня частина тіла зеленувато-жовта, поцяткована смужками.

## Поширення і екологія
Червонолобі вюргери поширені в Демократичній Республіці Конго, Уганді, Руанді, Бурунді та Кенії. Вони живуть в густому підліску гірських тропічних лісів і в чагарникових заростях на висоті від 1500 до 3350 м над рівнем моря.

## Поведінка
Червонолобі вюргери харчуються комахами та іншими безхребетними, яких вони ловлять на землі та в підліску. Сезон розмноження триває з квітня по липень в ДР Конго та з травня по червень в Уганді та Кенії.